# Maladera laboriosa
Maladera laboriosa är en skalbaggsart som beskrevs av Brenske 1897. Maladera laboriosa ingår i släktet Maladera och familjen Melolonthidae. Inga underarter finns listade i Catalogue of Life.